# Impegno ontologico
L'impegno ontologico di una teoria è l'insieme degli oggetti che essa implica esistano. L'"esistenza" a cui ci si riferisce non deve essere necessariamente "reale" (né fisica, per esempio), ma indica solo che quegli oggetti esistono in un certo universo del discorso, i.e., in modelli della teoria. Ad esempio, i sistemi giuridici utilizzano il termine "persone giuridiche", riferendosi a entità collettive che hanno diritti. Dunque essi hanno un impegno ontologico nei confronti di individui non singoli.
Una teoria è ontologicamente impegnata con un oggetto solo se esso è in tutte le ontologie di quella teoria.
Alternativamente è possibile dire che l'impegno ontologico di una teoria predicativa {\displaystyle \Sigma } è l'insieme delle variabili delle sue formule per le quali in ogni modello di {\displaystyle \Sigma } esiste un loro riferimento.